# Algidia marplesi
Algidia marplesi is een hooiwagen uit de familie Triaenonychidae. De wetenschappelijke naam van Algidia marplesi gaat terug op Forster.